# غاري ماكورميك
غاري ماكورميك (بالإنجليزية: Gary McCormick)‏ هو كاتب العمود نيوزيلندي، ولد في 22 أكتوبر 1951 في هوت العليا ‏ في نيوزيلندا.